# John Edmund Cox
John Edmund Cox (* 9. Oktober 1812 in Norwich; † 27. Oktober 1890 in Bath) war ein britischer Schriftsteller und anglikanischer Geistlicher.

## Leben
John Edmund Cox besuchte zuerst die Lateinschule in Norwich, studierte dann am All Souls College in Oxford Theologie und wurde 1836 graduiert. Danach bekleidete er seit 1837 verschiedene Pfarrstellen in Norfolkshire und fungierte seit 1849 als Vikar (Gemeindepfarrer) von St. Helen’s in London (Bishopsgate). Auch war er Vorsitzender und Administrator der Poor Clergy Relief Society, die Geld und Kleider an arme Geistliche und ihre Familien verteilte.
Seine Schriften behandeln vorzugsweise theologische und freimaurerische Gegenstände. Unter den ersteren verdienen Principles of the reformation (1844) und Protestantism contrasted with Romanism (2 Bde., London 1852) Erwähnung. Er veranstaltete Ausgaben von James’ Bellum Papale (1841) und Treatise on the corruption of scripture sowie den Works of Thomas Cranmer (1844; für die Parker Society).
Cox war auch zehn Jahre lang Kaplan bei der Großloge der Freimaurer von England und veröffentlichte außer kleineren das Freimaurertum betreffenden Schriften Dr. Ashe’s manual and lectures (1870) und The old constitutions of the order (1871). Als ehrenamtlicher Kaplan der Royal Society of Musicians lieferte er in den Musical recollections of the last half century (2 Bde., London 1872) Beiträge zur zeitgenössischen Musik Englands. Ferner gab er The annals of St. Helen’s, Bishopsgate London (1876) und Memoir of Sarah Martin (der vielgenannten Yarmouther Gefängnisbesucherin) heraus.